# Амін Харіт
Амі́н Арі́т (фр. Amine Harit, араб. أمين حاريث, нар. 18 червня 1997, Понтуаз) — французький і марокканський футболіст, півзахисник французького «Марселя» і національної збірної Марокко.

## Клубна кар'єра
Народився 18 червня 1997 року в місті Понтуаз. Вихованець низки французьких футбольних шкіл, включаючи академії клубів «Парі Сен-Жермен», «Ред Стар» та «Нант».
2015 року дебютував за другу команду «Нанта», а сезон 2016/17 19-річний півзахисник вже провів як гравець основного складу головної команди «Нанта» в Лізі 1.
10 липня 2017 року чотирирічний контракт з гравцем уклав німецький «Шальке 04», який сплатив за його трансфер 8 мільйонів євро. У своєму першому сезоні в Німеччині відіграв за клуб з Гельзенкірхена 31 матч в національному чемпіонаті.
У вересні 2021 уклав орендну угоду з «Марселем» на один сезон. Після закінчення угоди, восени 2022 оренда була продовжена ще на сезон. У листопаді клуб викупив футболіста за 5 млн євро.

## Виступи за збірні
2015 року дебютував у складі юнацької збірної Франції, взяв участь у 14 іграх на юнацькому рівні, відзначившись одним забитим голом.
Протягом 2016–2017 років залучався до складу молодіжної збірної Франції. На молодіжному рівні зіграв у 10 офіційних матчах, забив 1 гол.
На рівні національних збірних прийняв пропозицію захищати кольори команди своєї історичної батьківщини, Марокко. 7 жовтня 2017 року дебютував в офіційних матчах у складі національної збірної Марокко, вийшовши на заміну замість Нордіна Амрабата наприкінці гри відбору до чемпіонату світу 2018 року проти збірної Габону.
У травні 2018 року гравця, що на той час мав в активі три гри за збірну, було включено до її заявки на фінальну частину чемпіонату світу 2018 у Росії.
| Дата       | Місто                | Господарі      | Результат | Гості        | Турнір                                  | Голи | Примітки |
| ---------- | -------------------- | -------------- | --------- | ------------ | --------------------------------------- | ---- | -------- |
| 7-10-2017  | Марракеш             | Марокко        | 3 – 0     | Габон        | Відбір до ЧС 2014                       | -    | 89'      |
| 10-10-2017 | Біль                 | Південна Корея | 1 – 3     | Марокко      | товариський матч                        | -    | 63'      |
| 27-3-2018  | Касабланка           | Марокко        | 2 – 0     | Узбекистан   | товариський матч                        | -    |          |
| 31-5-2018  | Женева               | Марокко        | 0 – 0     | Україна      | товариський матч                        | -    | 46'      |
| 4-6-2018   | Женева               | Словаччина     | 1 – 2     | Марокко      | товариський матч                        | -    | 46'      |
| 9-6-2018   | Таллінн              | Естонія        | 1 – 3     | Марокко      | товариський матч                        | -    | 46'      |
| 15-6-2018  | Санкт-Петербург      | Марокко        | 0 – 1     | Іран         | ЧС 2018 - 1-й етап                      | -    | 82'      |
| 6-9-2019   | Марракеш             | Марокко        | 1 – 1     | Буркіна-Фасо | товариський матч                        | -    | 69'      |
| 11-10-2019 | Уджда                | Марокко        | 1 – 1     | Лівія        | товариський матч                        | -    | 60'      |
| 15-10-2019 | Танжер               | Марокко        | 2 – 3     | Габон        | товариський матч                        | -    | 80'      |
| 13-11-2020 | Касабланка           | Марокко        | 4 – 1     | ЦАР          | Відбір до Кубка африканських націй 2021 | -    | 72'      |
| 1-6-2022   | Цинциннаті           | США            | 3 – 0     | Марокко      | товариський матч                        | -    | 70'      |
| 9-6-2022   | Рабат                | Марокко        | 2 – 1     | ПАР          | Відбір до Кубка африканських націй 2023 | -    | 68'      |
| 13-6-2022  | Касабланка           | Ліберія        | 0 – 2     | Марокко      | Відбір до Кубка африканських націй 2023 | -    | 75'      |
| 23-9-2022  | Курналя-да-Льобрегат | Марокко        | 2 – 0     | Чилі         | товариський матч                        | -    | 67'      |
| 27-9-2022  | Севілья              | Парагвай       | 0 – 0     | Марокко      | товариський матч                        | -    | 64'      |
| 12-9-2023  | Ланс                 | Марокко        | 1 – 0     | Буркіна-Фасо | товариський матч                        | -    | 80'      |
| Усього     |                      | Матчів         | 17        |              | Голів                                   | 0    |          |

## Титули і досягнення
- Чемпіон Європи (U-19): 2016